# ドラマティック・ライヴ 〜DRAMATIC TOUR 2003〜
『ドラマティック・ライヴ 〜DRAMATIC TOUR 2003〜』（〜ドラマティックツアー2003）は、日本のギタリスト、押尾コータローによる初のDVD。2003年12月10日に東芝EMIから発売された。2011年11月9日にEMIミュージック・ジャパンから廉価DVDが再発売された。

## 解説
押尾初のライブDVD。『STARTING POINT』『Dramatic』2枚のオリジナル・アルバム収録曲から主に組まれたセットリストにて、2003年8月20日に皮切りとなったライブツアー、「Dramatic Tour 2003」の大阪公演2日・東京公演1日の合計3公演から完全収録。それまでライブでしか見ることのできなかった、恒例である1人メンバー紹介「Dancin' コオロギ」が初めてDVDで視聴可能となった。
他に特別映像としてツアードキュメント、ワム!「ラスト・クリスマス」のカバー、当DVD用に書き下ろした新曲「桜・咲くころ」、フォトギャラリーを収録。初回限定封入特典はスペシャルフォト・カレンダー。

## 収録曲
| #   | タイトル                        | 作詞 | 作曲                 | 初出アルバム             |
| --- | ------------------------------- | ---- | -------------------- | ------------------------ |
| 1.  | 「プロローグ」                  |      | 押尾コータロー       | Dramatic （2003年）      |
| 2.  | 「Chaser」                      |      | 押尾コータロー       | Dramatic（2003年）       |
| 3.  | 「太陽のダンス」                |      | 押尾コータロー       | Dramatic（2003年）       |
| 4.  | 「ハッピー・アイランド」        |      | 押尾コータロー       | Dramatic（2003年）       |
| 5.  | 「風の詩」                      |      | 押尾コータロー       | Dramatic（2003年）       |
| 6.  | 「Destiny」                     |      | 押尾コータロー       | STARTING POINT（2002年） |
| 7.  | 「ボクのヒーロー」              |      | -                    | -                        |
| 8.  | 「約束」                        |      | 押尾コータロー       | Dramatic（2003年）       |
| 9.  | 「黄昏」                        |      | 押尾コータロー       | STARTING POINT（2002年） |
| 10. | 「カノン」                      |      | ヨハン・パッヘルベル | Dramatic（2003年）       |
| 11. | 「Dancin' コオロギ」            |      | -                    | KOTARO OSHIO（1999年）   |
| 12. | 「HARD RAIN」                   |      | 押尾コータロー       | STARTING POINT（2002年） |
| 13. | 「ボレロ」                      |      | モーリス・ラヴェル   | Dramatic（2003年）       |
| 14. | 「SPLASH」                      |      | 押尾コータロー       | Dramatic（2003年）       |
| 15. | 「Merry Christmas Mr.Lawrence」 |      | 坂本龍一             | STARTING POINT（2002年） |
| 16. | 「ずっと…」                     |      | 押尾コータロー       | LOVE STRINGS（2001年）   |